# IWGP Tag Team Championship
Die IWGP Tag Team Championship (zu deutsch IWGP (International Wrestling Grand Prix) Teammeisterschaft) ist der höchste Wrestlingtitel für Tag Teams bei New Japan Pro-Wrestling. Der Titel besitzt den Status einer Weltmeisterschaft, da er auch in den USA verteidigt wurde. Wie im Wrestling allgemein üblich erfolgt die Vergabe nach einer zuvor bestimmten Storyline.

## Geschichte
Der IWGP Tag Team Championship wurde am 12. Dezember 1985 im Rahmen einer Houseshow in Sendai in einem Turnier ausgefochten. Dieses konnten Kengo Kimura und Tatsumi Fujimani gewinnen, um so die ersten Titelträger zu werden. Sie besiegten dabei den damaligen Präsidenten Antonio Inoki und Seiji Sakaguchi im Finale. Seitdem stellt der Titel den höchsten Tag Team-Titel der Promotion dar. Er erlangte im Laufe der Jahre Prestige sowie den Status einer Weltmeisterschaft, als der Titel am 14. Juni 1991 bei WCW Clash of the Champions 15 – Knocksville USA in Knoxville, Tennessee von den Steiner Brothers gegen Hiroshi Hase und Masa Chono in den USA verteidigt wurde. Aber nicht nur bei World Championship Wrestling wurde der Titel verteidigt, sondern auch bei der ebenfalls amerikanischen Promotion Total Nonstop Action Wrestling sowie der mexikanischen Promotion Consejo Mundial de Lucha Libre.
Die IWGP Tag Team Championship ist nicht von Kontroversen verschont geblieben. Am 30. Oktober 2005 besiegten Hiroyoshi Tenzan und Masahiro Chono Hiroshi Tanahashi und Shinsuke Nakamura, um ihre fünfte Titelregentschaft zu erlangen. Allerdings wurde der Titel über Monate hinweg nicht mehr verteidigt, weswegen New Japan einen provisorischen Tag Team-Titel einführte, um die Lücke etwas zu stopfen. Am 2. Juni 2006 wurde dieser an Wild Child, bestehend aus Manabu Nakanishi und Takao Ohiri, vergeben, die ein Three Way-Tag Team-Match gegen Giant Bernand und Travis Tomko sowie Yuji Nagata und Naofumi Yamamato gewannen. Am 20. September 2006 wurden Masahiro Chono und Hiroyoshi Tenzan wegen Streitigkeiten in ihrem Team der Titel entzogen. Daraufhin bekamen Wild Child als provisorische Tag Team Champions den Titel eine Woche später am 28. September 2006 zugesprochen.
Eine weitere Kontroverse betraf den Titelgewinn der British Invasion, bestehend aus Brutus Magnus und Doug Williams. Diese gewannen die IWGP Tag Team Championship bei den Tapings zu der von Total Nonstop Action Wrestling ausgestrahlten wöchentlichen TV-Show TNA Impact am 21. August 2009 von Team 3D, bestehend aus Brother Ray und Brother Devon. Doch New Japan weigerte sich den Titelwechsel anzuerkennen und listete Team 3D weiterhin als Champions an. Erst eine Woche später erklärten sie in einer offiziellen Presseerklärung den Titelwechsel für gültig und erkannten British Invasion offiziell als IWGP Tag Team Champions an.

## Titelträger

### Titelstatistiken
| Rekord                                    | Rekordhalter                                                                       | Einheit                        |
| ----------------------------------------- | ---------------------------------------------------------------------------------- | ------------------------------ |
| Meiste Titelregentschaften – Tag Team     | Guerrillas of Destiny (Tama Tonga & Tanga Loa)                                     | 7-mal                          |
| Meiste Titelregentschaften – Einzelperson | Hiroyoshi Tenzan                                                                   | 12-mal                         |
| Längste Regentschaft                      | Bad Intensions (Giant Bernard & Karl Anderson)                                     | 564 Tage                       |
| Kürzeste Regentschaft                     | Keiji Muto & Shiro Koshinaka                                                       | 6 Tage                         |
| Ältester Titelträger                      | Tomohiro Ishii                                                                     | 19 Jahre, 6 Monate und 5 Tage  |
| Jüngster Titelträger                      | Callum Newman                                                                      | 22 Jahre, 7 Monate und 26 Tage |
| Schwerste Titelträger                     | Big, Bad & Dangerous (Big van Vader (170 kg) und Crusher Bam Bam Bigelow) (164 kg) | 334 Kilogramm                  |
| Leichteste Titelträger                    | Dangerous Tekkers (Taichi (100 kg) und Zack Sabre Jr. (85 kg))                     | 185 Kilogramm                  |

## Liste der Titelträger
| #   | Champions                                                             | Nr.     | Tage | Datum des Titelgewinns | Ort                          | Veranstaltung                                                                         | Bemerkung | EN    |
| --- | --------------------------------------------------------------------- | ------- | ---- | ---------------------- | ---------------------------- | ------------------------------------------------------------------------------------- | --- | ----- |
| 1   | Kengu Kimura & Tatsumi Fujinami                                       | 1       | 236  | 12. Oktober 1985       | Sendai, Japan                | Houseshow                                                                             | Besiegten Antonio Inoki und Seiji Sakaguchi in einem Turnierfinale. |       |
| 2   | Akira Maeda und Osamu Kido                                            | 1       | 49   | 5. August 1986         | Tokio, Japan                 | Houseshow                                                                             | |       |
| 3   | Kengu Kimura & Tatsumi Fujinami                                       | 2       | 135  | 23. September 1986     | Tokio, Japan                 | Houseshow                                                                             | |       |
| *   | Titel vakant                                                          | *       | *    | 5. Februar 1987        | *                            | *                                                                                     | Kengu Kimura und Tatsumi Fujinami gaben ihre Titel ab, nachdem sie sich als Tag Team trennten. |       |
| 4   | Keiji Muto & Shiro Koshimaka                                          | 1       | 6    | 20. März 1987          | Tokio, Japan                 | Houseshow                                                                             | Keiji Muto und Shiro Koshinaka besiegten Akira Maeda und Nobuhiko Takada um den vakanten Titel. |       |
| 5   | Akira Maeda (2) & Nobuhiko Takada                                     | 1       | 159  | 26. März 1987          | Osaka, Japan                 | Inoki Toukon Live II                                                                  | |       |
| 6   | Kazuo Yamazaki & Yoshiaki Fujiwara                                    | 1       | 129  | 1. September 1987      | Fukuoka, Japan               | Houseshow                                                                             | |       |
| 7   | Kengu Kimura & Tatsumi Fujinami                                       | 3       | 154  | 8. Januar 1988         | Takayama Japan               | Houseshow                                                                             | |       |
| 8   | Masa Saito & Riki Choshu                                              | 1       | 279  | 10. Juni 1988          | Hiroshima, Japan             | Houseshow                                                                             | |       |
| 9   | George Takano & Super Strong Machine                                  | 1       | 119  | 16. März 1989          | Yokohama, Japan              | Houseshow                                                                             | |       |
| 10  | Riki Choshu (2) & Takayuki Iizuka                                     | 1       | 69   | 13. Juli 1989          | Tokio, Japan                 | Houseshow                                                                             | |       |
| 11  | Masa Saito (2) & Shinya Hashimoto                                     | 1       | 219  | 20. September 1989     | Osaka, Japan                 | Super Power Battle in Osaka                                                           | |       |
| 12  | Keiji Muto (2) & Masahiro Chono                                       | 1       | 188  | 27. April 1990         | Tokio, Japan                 | Houseshow                                                                             | |       |
| 13  | Hiroshi Hase & Kensuke Sasaki                                         | 1       | 55   | 1. November 1990       | Tokio, Japan                 | Houseshow                                                                             | |       |
| 14  | Hiro Saito & Super Strong Machine (2)                                 | 1       | 70   | 26. Dezember 1990      | Hamamatsu, Japan             | King of Kings                                                                         | |       |
| 15  | Hiroshi Hase (2) & Kensuke Sasaki                                     | 2       | 15   | 6. März 1991           | Nagasaki, Japan              | Houseshow                                                                             | |       |
| 16  | Rick Steiner & Scott Steiner The Steiner Brothers                     | 1       | 229  | 21. März 1991          | Tokio, Japan                 | WCW/NJPW Starrcade 1991                                                               | Während ihrer Regentschaft verteidigten die Steiner Brothers den Titel gegen Hiroshi Hase und Masa Chono in den USA. Dadurch erreichte der Titel World-Status. |       |
| 17  | Hiroshi Hase (3) & Keiji Muto (3)                                     | 1       | 117  | 5. November 1991       | Tokio, Japan                 | Houseshow                                                                             | Scott Norton ersetzte hierbei den verletzten Scott Steiner. |       |
| 18  | Big Van Vader & Crusher Bam Bam Bigelow Big, Bad and Dangerous        | 1       | 117  | 1. März 1992           | Yokohama, Japan              | 20th Anniversary Show                                                                 | |       |
| 19  | Rick Steiner & Scott Steiner The Steiner Brothers                     | 2       | 149  | 26. Juni 1992          | Tokio, Japan                 | Houseshow                                                                             | |       |
| 20  | Scott Norton & Tony Halme                                             | 1       | 22   | 22. November 1992      | Tokio, Japan                 | Battle Zone Space I                                                                   | |       |
| 21  | Hawk Warrior & Power Warrior (3) The Hell Raisers                     | 1       | 234  | 14. Dezember 1992      | Osaka, Japan                 | Final Battle ’92                                                                      | |       |
| 22  | Hercules Hernandez & Scott Norton 2 The Jurassic Powers               | 1       | 152  | 5. August 1993         | Tokio, Japan                 | G1 Climax 1993                                                                        | |       |
| 23  | Hawk Warrior & Power Warrior (4) The Hell Raisers                     | 2       | 325  | 4. Januar 1994         | Tokio, Japan                 | Battlefield                                                                           | |       |
| 24  | Hiroshi Hase (4) & Keiji Muto (4)                                     | 2       | 162  | 25. November 1994      | Iwate, Japan                 | Battle Final – Day 3                                                                  | |       |
| *   | Titel vakant                                                          | *       | *    | 6. Mai 1995            | *                            | *                                                                                     | Keiji Muto gewann den IWGP Heavyweight Championship. Aus dem Grund gab er den IWGP Tag Team Championship ab, so dass der Titel vakant wurde. |       |
| 25  | Hiroyoshi Tenzan & Masahiro Chono (2) Team Wolf                       | 1       | 25   | 12. Juni 1995          | Osaka, Japan                 | Houseshow                                                                             | Hiroyoshi Tenzan und Masahiro Chono besiegten Junji Hirata und Shinya Hashimoto um den vakanten Titel. |       |
| *   | Titel vakant                                                          | *       | *    | 7. Juli 1995           | *                            | *                                                                                     | Aufgrund eines Todesfalls in der Familie von Masahiro Chono, nahm dieser nicht an einer Show teil, weswegen der Titel für vakant erklärt wurde. |       |
| 26  | Junji Hirata (3) & Shinya Hashimoto (2)                               | 1       | 335  | 13. Juli 1995          | Sapporo, Japan               | Houseshow                                                                             | |       |
| 27  | Kazuo Yamazaki & Takashi Iizuka (2)                                   | 1       | 34   | 12. Juni 1996          | Osaka, Japan                 | Houseshow                                                                             | |       |
| 28  | Hiroyoshi Tenzan (2) & Masahiro Chono (3) Team Wolf                   | 2       | 172  | 16. Juli 1996          | Sapporo, Japan               | Houseshow                                                                             | |       |
| 29  | Kengu Kimura & Tatsumi Fujinami                                       | 4       | 98   | 4. Januar 1997         | Tokio, Japan                 | Wrestling World 1997                                                                  | |       |
| 30  | Kensuke Sasaki (2) & Riki Choshu (2)                                  | 1       | 21   | 12. April 1997         | Tokio, Japan                 | Battle Formation 1997                                                                 | |       |
| 31  | Manabu Nakanishi & Satoshi Kojima                                     | 1       | 99   | 3. Mai 1997            | Osaka, Japan                 | Strong Style Revolution                                                               | |       |
| 32  | Kensuke Sasaki (3) & Kazuo Yamazai (2)                                | 2       | 70   | 10. August 1997        | Nagoya, Japan                | The Four Heavens in Nagoya Dome                                                       | |       |
| 33  | Keiji Muto (5) & Masahiro Chono (4) new World order                   | 2       | 200  | 19. Oktober 1997       | Hyogo, Japan                 | nWo Typhoon – Day 7                                                                   | |       |
| *   | Titel vakant                                                          | *       | *    | 7. Mai 1998            | *                            | *                                                                                     | Aufgrund einer Knieverletzung von Keiji Muto wurde der Titel für vakant erklärt. |       |
| 34  | Hiroyoshi Tenzan (3) & Masahiro Chono (5) Team Wolf (new World order) | 3       | 40   | 5. Juni 1998           | Tokio, Japan                 | Houseshow                                                                             | Team Wolf gewannen ein Turnier um den vakanten Titel. Sie besiegten Genichiro Tenryu & Shiro Koshinaka im Finale. |       |
| 35  | Genichiro Tenryu & Shiro Koshinaka (2)                                | 1       | 78   | 15. Juli 1998          | Sapporo, Japan               | Summer Struggle 1998 – Day 17                                                         | |       |
| 36  | Hiroyoshi Tenzan (4) & Satoshi Kojima (2) TenKoji                     | 1       | 77   | 4. Januar 1999         | Tokio, Japan                 | Wrestling World 1999                                                                  | |       |
| 37  | Kensuke Sasaki (2) & Shiro Koshinaka (3)                              | 1       | 97   | 23. März 1999          | Amagasaki, Japan             | Hyper Battle 1999 – Day 16                                                            | |       |
| 38  | Michiyoshi Ohara & Tatsutoshi Goto Mad Dogs (new World order)         | 1       | 62   | 27. Juni 1999          | Shizuoka, Japan              | Summer Struggle 1999 – Day 3                                                          | |       |
| 39  | Manabu Nakanishi (2) & Yuji Nagata                                    | 1       | 327  | 28. August 2000        | Tokio, Japan                 | Jingu Climax                                                                          | |       |
| 40  | Hiroyoshi Tenzan (5) & Satoshi Kojima (3) TenKoji                     | 2       | 430  | 20. Juli 2000          | Sapporo, Japan               | Summer Struggle 2000 – Day 20                                                         | |       |
| 41  | Osamu Nishimura & Tatsumi Fujinami (5)                                | 1       | 35   | 23. September 2001     | Osaka, Japan                 | G1 World 2001 – Day 11                                                                | |       |
| 42  | Keiji Mutoh (6) und Taiyo Kea                                         | 1       | 97   | 28. Oktober 2001       | Fukuoka, Japan               | Survival 2001 – Day 12 – Fighting Destiny in Fukuoka                                  | In diesem Match ging es auch um die AJPW Tag Team Championship. |       |
| *   | Titel vakant                                                          | *       | *    | 2. Februar 2002        | *                            | *                                                                                     | Keiji Muto verließ New Japan und ging zu All Japan. Das führte dazu, dass der Titel vakant wurde. |       |
| 43  | Hiroyoshi Tenzan (6) & Masahiro Chono (6) Team Wolf (Team 2000)       | 4       | 446  | 24. März 2002          | Hyogo, Japan                 | Hyper Battle 2002 – Day 11                                                            | Team Wolf gewannen ein Turnier um den vakanten Titel. Sie besiegten Mabanu Nakanishi & Yuji Nagata im Finale. |       |
| 44  | Hiroshi Tanahashi und Yutaka Yoshie                                   | 1       | 184  | 13. Juni 2003          | Tokio, Japan                 | Crush                                                                                 | |       |
| 45  | Hiroyoshi Tenzan (7) & Osamu Nishimura (2)                            | 1       | 49   | 14. Dezember 2003      | Nagoya, Japan                | Battle Final 2003 – Day 15                                                            | |       |
| 46  | Yoshihiro Takayama & Minoru Suzuki GURENTAI                           | 1       | 293  | 1. Februar 2004        | Sapporo, Japan               | Fighting Spirit – Day 3                                                               | |       |
| *   | Titel vakant                                                          | *       | *    | 21. November 2004      | *                            | *                                                                                     | Aufgrund einer Verletzung von Yoshihiro Takayama wird der Titel für vakant erklärt. |       |
| 47  | Hiroshi Tanahashi (2) & Shinsuke Nakamura                             | 1       | 324  | 11. Dezember 2004      | Osaka, Japan                 | Battle Final 2004 – Day 12                                                            | Hiroshi Tanahashi und Shinsuke Nakamura besiegten Kensuke Sasaki und Minoru Suzuki um den vakanten Titel |       |
| 48  | Hiroyoshi Tenzan (8) & Masahiro Chono(7) Team Wolf                    | 5       | 329  | 30. Oktober 2005       | Hyogo, Japan                 | Toukon Series – Day 8                                                                 | |       |
| *   | Titel vakant                                                          | *       | *    | 24. September 2006     | *                            | *                                                                                     | Masahiro Chono und Hiroyoshi Tenzan verteidigten längere Zeit nicht mehr den Titel, weswegen ein provisorischer Tag Team-Titel geschaffen wurde. Nach Streitigkeiten im Team wurde der Titel für vakant erklärt.                                                                    |       |
| 49  | Manabu Nakanishi (3) & Takao Omori Wild Child                         | 1       | 164  | 28. September 2006     | *                            | *                                                                                     | Das NJPW-Office sprach Wild Child den Titel zu, da sie zuvor als provisorische IWGP Tag Team Champions anerkannt wurden. |       |
| 50  | Giant Bernard & Travis Tomko RISE                                     | 1       | 343  | 11. März 2007          | Aichi, Japan                 | 35th Anniversary Tour – Circuit 2007 New Japan Evolution – New Japan Cup 2007 – Day 6 | |       |
| 51  | Togi Makabe & Toru Yano Great Bash Heel                               | 1       | 321  | 17. Februar 2008       | Tokio, Japan                 | Circuit 2008 New Japan ISM – Day 8                                                    | |       |
| 52  | Brother Devon & Brother Ray Team 3D                                   | 1       | 199  | 4. Januar 2009         | Tokio, Japan                 | Wrestle Kingdom III                                                                   | |       |
| 53  | Brutus Magnus & Doug Williams British Invasion                        | 1       | 89   | 21. Juli 2009          | Orlando, FL, USA             | TNA Impact                                                                            | Dies war ein Tables-Match. Ausgestrahlt am 30. Juli 2009. New Japan erkannte diesen Titelwechsel erst nach einer Woche an, vorher wurde weiter Team 3D offiziell gelistet. |       |
| 54  | Brother Devon & Brother Ray Team 3D                                   | 2       | 78   | 18. Oktober 2009       | Orange County, CA, USA       | TNA Bound for Glory (2009)                                                            | In diesem Match ging es auch um den TNA World Tag Team Championship, welche von der Main Event Mafia (Booker T & Scott Steiner) gehalten wurden. Dies war ein 4 Way-Tag Team-Full Metal Mayhem-Match in welches auch Beer Money Inc. (Robert Roode & James Storm) involviert waren. |       |
| 55  | Tetsuya Naito & Yujiro Takahashi No Limit                             | 1       | 119  | 4. Januar 2010         | Tokio, Japan                 | Wrestle Kingdom IV                                                                    | |       |
| 56  | Wataru Inoue & Yuji Nagata (2) Blue Justice Army                      | 1       | 47   | 3. Mai 2010            | Fukuoka, Japan               | Wrestling Dontaku 2010                                                                | |       |
| 57  | Giant Bernard (2) & Karl Anderson Bad Intensions                      | 1       | 564  | 19. Juni 2010          | Osaka, Japan                 | Dominion 6.19                                                                         | Dies war ein Three Way Elimination-Tag Team Match, in welches No Limit (Tetsuya Naito & Yujiro Takahashi) auch involviert waren. |       |
| 58  | Hiroyoshi Tenzan (9) & Satoshi Kojima (4) TenKoji                     | 3       | 120  | 4. Januar 2012         | Tokio, Japan                 | Wrestle Kingdom VI                                                                    | |       |
| 59  | Takashi Iizuka & Toru Yano (2) CHAOS                                  | 3       | 44   | 3. Mai 2012            | Fukuoka, Japan               | NJPW 40th Anniversary – Wrestling Dontaku 2012                                        | |       |
| *   | Titel vakant                                                          | *       | *    | 16. Juni 2012          | *                            | *                                                                                     | Nach einem Double Count Out wurde der Titel für vakant erklärt. |       |
| 60  | Hiroyoshi Tenzan (10) & Satoshi Kojima (5) TenKoji                    | 4       | 78   | 22. Juli 2012          | Yamagata, Japan              | NJPW 40th Anniversary – Tour Kizuna Road 2012 – Day 11                                | TenKoji besiegen CHAOS, bestehend aus Takashi Iizuka und Toru Yano, um den vakanten Titel zu gewinnen |       |
| 61  | Davey Boy Smith Jr. & Lance Archer Suzuki-gun/Killer Elite Squad      | 1       | 207  | 8. Oktober 2012        | Tokio, Japan                 | NJPW 40th Anniversary – King of Pro-Wrestling                                         | |       |
| 62  | Hiroyoshi Tenzan (11) & Satoshi Kojima (6) TenKoji                    | 5       | 190  | 3. Mai 2013            | Fukuoka, Japan               | Wrestling Dontaku 2013                                                                | Dies war ein 4 Way-Tag Team-Match, in welches auch CHAOS (Takashi Iizuka & Toru Yano) sowie Muscle Orchestra (Strong Man & Manabu Nakanishi) involviert waren. |       |
| 63  | Davey Boy Smith Jr. & Lance Archer Killer Elite Squad                 | 2       | 56   | 9. November 2013       | Osaka, Japan                 | Power Struggle 2013                                                                   | Dies war ein 3 Way-Tag Team-Match, in welches auch das Team aus Rob Conway und Jax Dane involviert waren. In diesem Match ging es auch um die NWA World Tag Team Championship. Das Killer Elite Squad gewann den Titel im zweiten Pinfall.                                          |       |
| 64  | Doc Gallows & Karl Anderson (2) Bullet Club                           | 1       | 365  | 4. Januar 2014         | Tokio, Japan                 | Wrestle Kingdom 8                                                                     | |       |
| 65  | Hirooki Goto & Katsuyori Shibata Meiyu Tag                            | 1       | 38   | 4. Januar 2015         | Tokio, Japan                 | Wrestle Kingdom 9                                                                     | |       |
| 66  | Doc Gallows (2) & Karl Anderson (3) Bullet Club                       | 2       | 53   | 11. Februar 2015       | Osaka, Japan                 | The New Beginning in Osaka 2015                                                       | |       |
| 67  | Matt Taven & Michael Bennett The Kingdom                              | 1       | 91   | 5. April 2015          | Tokio, Japan                 | Invasion Attack 2015                                                                  | |       |
| 68  | Doc Gallows(3) & Karl Anderson (4) Bullet Club                        | 3       | 183  | 5. Juli 2015           | Osaka, Japan                 | Dominion 7.5 in Osaka-jo Hall                                                         | |       |
| 69  | Togi Makabe(2) & Tomoaki Honma Great Bash Heel                        | 1       | 97   | 4. Januar 2016         | Tokio, Japan                 | Wrestle Kingdom 10                                                                    | |       |
| 70  | Tama Tonga & Tanga Loa Guerrillas Of Destiny                          | 1       | 70   | 10. April 2016         | Tokio, Japan                 | Invasion Attack 2016                                                                  | |       |
| 71  | Jay Briscoe & Mark Briscoe The Briscoe Brothers                       | 1       | 113  | 19. Juni 2016          | Osaka, Japan                 | Dominion 6.19 in Osaka-jo Hall                                                        | |       |
| 72  | Tama Tonga & Tanga Loa Guerrillas Of Destiny                          | 2       | 86   | 10. Oktober 2016       | Tokio, Japan                 | King of Pro-Wrestling                                                                 | |       |
| 73  | Tomohiro Ishii & Toru Yano (3) CHAOS                                  | 1       | 61   | 4. Januar 2017         | Tokio, Japan                 | Wrestle Kingdom 11                                                                    | Dies war ein 3 Way-Tag Team-Match, in welches auch das Team Great Bash Heel (Togi Makabe and Tomoaki Honma) involviert war. |       |
| 74  | Hiroyoshi Tenzan (12) & Satoshi Kojima (7) TenKoji                    | 6       | 34   | 6. März 2017           | Tokio, Japan                 | Hataage Kinenbi                                                                       | |       |
| 75  | Hanson & Raymond Rowe War Machine                                     | 1       | 63   | 9. April 2017          | Tokio, Japan                 | Sakura Genesis 2017                                                                   | |       |
| 76  | Tama Tonga & Tanga Loa Guerillas of Destiny                           | 3       | 20   | 11. Juni 2017          | Osaka, Japan                 | Dominion 6.11                                                                         | |       |
| 77  | Hanson & Raymond Rowe War Machine                                     | 2       | 85   | 1. Juli 2017           | Long Beach, Kalifornien, USA | G1 Special in USA                                                                     | |       |
| 78  | Davey Boy Smith Jr. & Lance Archer Killer Elite Squad                 | 3       | 102  | 24. September 2017     | Kōbe, Japan                  | Destruction in Kobe                                                                   | Dies war ein 3 Way-Tornado-Tag Team-Match, in welches auch die Guerrillas of Destiny (Tama Tonga und Tanga Loa) involviert waren. |       |
| 79  | EVIL & SANADA Los Ingobernables de Japon                              | 1       | 156  | 4. Januar 2018         | Tokio, Japan                 | Wrestle Kingdom 12                                                                    | |       |
| 80  | Matt Jackson & Nick Jackson The Young Bucks                           | 1       | 113  | 9. Juni 2018           | Osaka, Japan                 | Dominion 6.9                                                                          | |       |
| 81  | Tama Tonga & Tanga Loa Guerillas of Destiny                           | 4       | 96   | 30. September 2018     | Long Beach, Kalifornien, USA | Fighting Spirit Unleashed                                                             | |       |
| 82  | EVIL & SANADA Los Ingobernables de Japon                              | 2       | 50   | 4. Januar 2019         | Tokio, Japan                 | Wrestle Kingdom 13                                                                    | Dies war ein 3 Way-Tornado-Tag Team-Match, in welches auch die The Young Bucks (Matt Jackson & Nick Jackson) involviert waren. |       |
| 83  | Tama Tonga & Tanga Loa Guerillas of Destiny                           | 5       | 315  | 23. Februar 2019       | Tokio, Japan                 | ROH/NJPW Honor Rising – Day 2                                                         | |       |
| 84  | David Finlay & Juice Robinson FinJuice                                | 1       | 28   | 4. Januar 2020         | Tokio, Japan                 | Wrestle Kingdom 14 – Day 1                                                            | |       |
| 85  | Tama Tonga & Tanga Loa Guerillas of Destiny                           | 6       | 20   | 1. Februar 2020        | Atlanta, Georgia, USA        | The new Beginning in USA 2020                                                         | |       |
| 86  | Kota Ibushi (1) & Hiroshi Tanahashi (3) Golden☆Ace                    | 1       | 142  | 21. Februar 2020       | Tokio, Japan                 | New Japan Road                                                                        | |       |
| 87  | Taichi & Zack Sabre Jr. Dangerous Tekkers                             | 1       | 176  | 12. Juli 2020          | Osaka, Japan                 | Dominion 7.12                                                                         | |       |
| 88  | Tama Tonga & Tanga Loa Guerillas of Destiny                           | 7       | 148  | 4. Januar 2021         | Tokio, Japan                 | Wrestle Kingdom 15 – Day 1                                                            | |       |
| 89  | Taichi & Zack Sabre Jr. Dangerous Tekkers                             | 2       | 40   | 1. Juni 2021           | Tokio, Japan                 | Road to Dominion - Day 1                                                              | |       |
| 90  | Tetsuya Naito (2) & SANADA (3) Los Ingobernables de Japon             | 1       | 14   | 11. Juli 2021          | Sapporo, Japan               | Summer Struggle in Sapporo - Day 2                                                    | |       |
| 91  | Taichi & Zack Sabre Jr. Dangerous Tekkers                             | 3       | 163  | 25. Juli 2021          | Tokio, Japan                 | Wrestle Grand Slam                                                                    | |       |
| 92  | Hirooki Goto (2) & YOSHI-HASHI Bishamon                               | 1       | 95   | 4. Januar 2022         | Tokio, Japan                 | Wrestle Kingdom 16 - Day 1                                                            | |       |
| 93  | Jeff Cobb & Great-O-Khan United Empire                                | 1       | 22   | 9. April 2022          | Tokio, Japan                 | Hyper Battle ´22                                                                      | |       |
| 94  | Chase Owens & Bad Luck Fale Bullet Club                               | 1       | 42   | 1. Mai 2022            | Fukuoka, Japan               | Wrestling Dontaku 2022                                                                | |       |
| 95  | Jeff Cobb & Great-O-Khan United Empire                                | 2       | 14   | 12. Juni 2022          | Osaka, Japan                 | Dominion 12.6                                                                         | |       |
| 96  | Cash Wheeler & Dax Harwood FTR                                        | 1       | 192  | 26. Juni 2022          | Chicago, Illinois, USA       | AEW × NJPW Forbidden Door                                                             | In diesem Match ging es auch um die ROH World Tag Team Championship. |       |
| 97  | Hirooki Goto (3) & YOSHI-HASHI (2) Bishamon                           | 2       | 94   | 4. Januar 2023         | Tokio, Japan                 | Wrestle Kingdom 17                                                                    | |       |
| 98  | Kyle Fletcher & Mark Davis                                            | 1       | 43   | 8. April 2023          | Tokio, Japan                 | Sakura Genesis 2023                                                                   | |       |
| *   | Titel vakant                                                          | *       | *    | 21. Mai 2023           | *                            | *                                                                                     | Aufgrund einer Knieverletzung von Mark Davis wurde der Titel für vakant erklärt. |       |
| 99  | Hirooki Goto (4) & YOSHI-HASHI (3) Bishamon                           | 3       | 214  | 4. Juni 2023           | Osaka, Japan                 | Dominion 6.4                                                                          | Dies war ein 3 Way-Tag Team-Match, in welches auch House of Torture (EVIL & Yujiro Takahashi) sowie United Empire (Aaron Henare & Great-O-Khan) involviert waren. In diesem Match ging es auch um die NJPW STRONG Openweight Championship.                                          |       |
| 100 | El Phantasmo & Hikuleo Guerillas of Destiny                           | 1       | 38   | 4. Januar 2024         | Tokio, Japan                 | Wrestle Kingdom 18                                                                    | In diesem Match ging es auch um die NJPW STRONG Openweight Championship. |       |
| 101 | KENTA & Chase Owens (2) Bullet Club                                   | 1       | 55   | 11. Februar 2024       | Osaka, Japan                 | The new Beginning in Osaka                                                            | |       |
| 102 | Hirooki Goto (5) & YOSHI-HASHI (4) Bishamon                           | 4       | 28   | 6. April 2024          | Tokio, Japan                 | Sakura Genesis 2024                                                                   | |       |
| 103 | KENTA (2) & Chase Owens (3) Bullet Club                               | 2       | 36   | 4. Mai 2024            | Fukuoka, Japan               | Wrestling Dontaku 2024 - Day 2                                                        | |       |
| 104 | Shane Haste & Mikey Nicholls TMDK                                     | 1       | 148  | 9. Juni 2024           | Osaka, Japan                 | Dominion 6.9 in Osaka Jo-Hall - Best of the Super Juniors Finals 2024                 | Dies war ein 4 Way Elimination-Tag Team-Match, in welches auch Bishamon (Hirooki Goto & YOSHI-HASHI) und Guerillas of Destiny (El Phantasmo & Hikuleo) involviert waren. In diesem Match ging es auch um die NJPW STRONG Openweight Championship.                                   |       |
| 105 | Great-O-Khan & Henare United Empire                                   | 1 (3,1) | 35   | 4. November 2024       | Osaka, Japan                 | Power Struggle                                                                        | | [ 1 ] |
| *   | Titel vakant                                                          | *       | *    | 9. Dezember 2024       | *                            | *                                                                                     | Der Titel wurde für vakant erklärt, nachdem Henare verletzt war und der Titel nicht verteidigt werden konnte. | [ 2 ] |
| 106 | Matthew Jackson & Nicholas Jackson The Young Bucks                    | 2       | 37   | 5. Januar 2025         | Tokio, Japan                 | Wrestle Dynasty                                                                       | Besiegten United Empire (Jeff Cobb & Great-O-Khan) und Los Ingobernables de Japon (Tetsuya Naito and Hiromu Takahashi) in einem Three-Way-Tag-Team Match um die vakanten Titel. | [ 3 ] |
| 107 | Tetsuya Naito & Hiromu Takahashi Los Ingobernables de Japon           | 1 (3,1) | 53   | 11. Februar 2025       | Osaka, Japan                 | The New Beginning in Osaka                                                            | | [ 4 ] |
| 108 | Jeff Cobb & Callum Newman United Empire                               | 1 (3,1) | 9    | 5. April 2025          | Tokio, Japan                 | Sakura Genesis                                                                        | | [ 5 ] |
| *   | Titel vakant                                                          | *       | *    | 14. April 2025         | *                            | *                                                                                     | Der Titel wurde für vakant erklärt, nachdem Jeff Cobb NJPW verließ. | [ 6 ] |
| 109 | Callum Newman & Great-O-Khan United Empire                            | 1 (2,4) | 50   | 26. April 2025         | Hiroshima, Japan             | Wrestling Redzone in Hiroshima                                                        | Besiegten Bishamon (Hirooki Goto and Yoshi-Hashi) in einem Match um den vakanten Titel. | [ 7 ] |
| 110 | Tomohiro Ishii & Taichi Taichishii                                    | 1 (2,4) | 38+  | 15. Juni 2025          | Osaka, Japan                 | Dominion 6.15 in Osaka-jo Hall                                                        | | [ 8 ] |

## Statistiken

### Statistik nach Teams

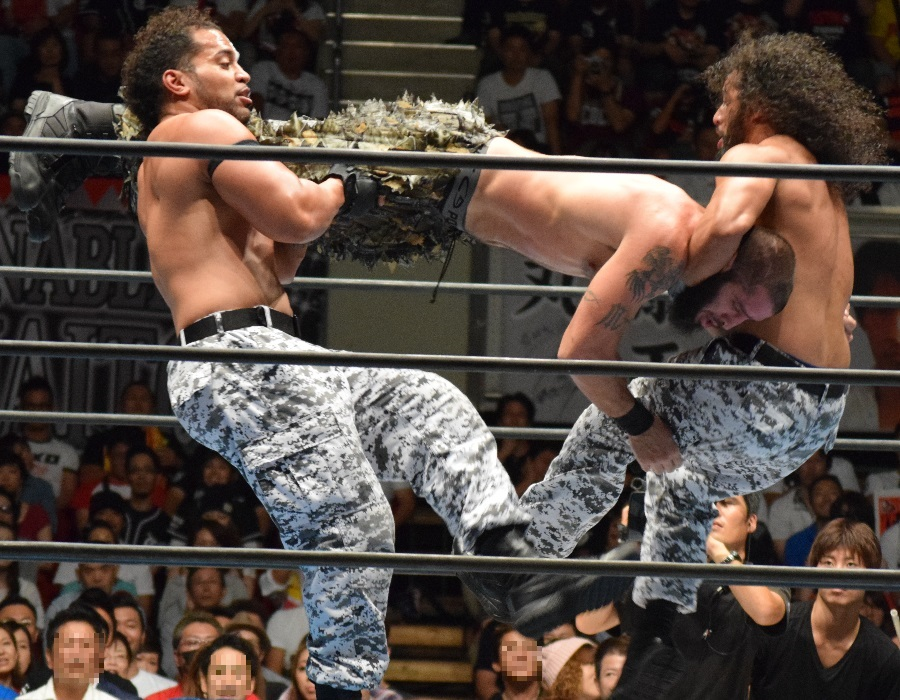
Mit sieben Regentschaften die häufigsten Titelträger: Guerrillas of Destiny (Tanga Loa links und Tama Tonga rechts, hier im Bild mit Mark Briscoe).

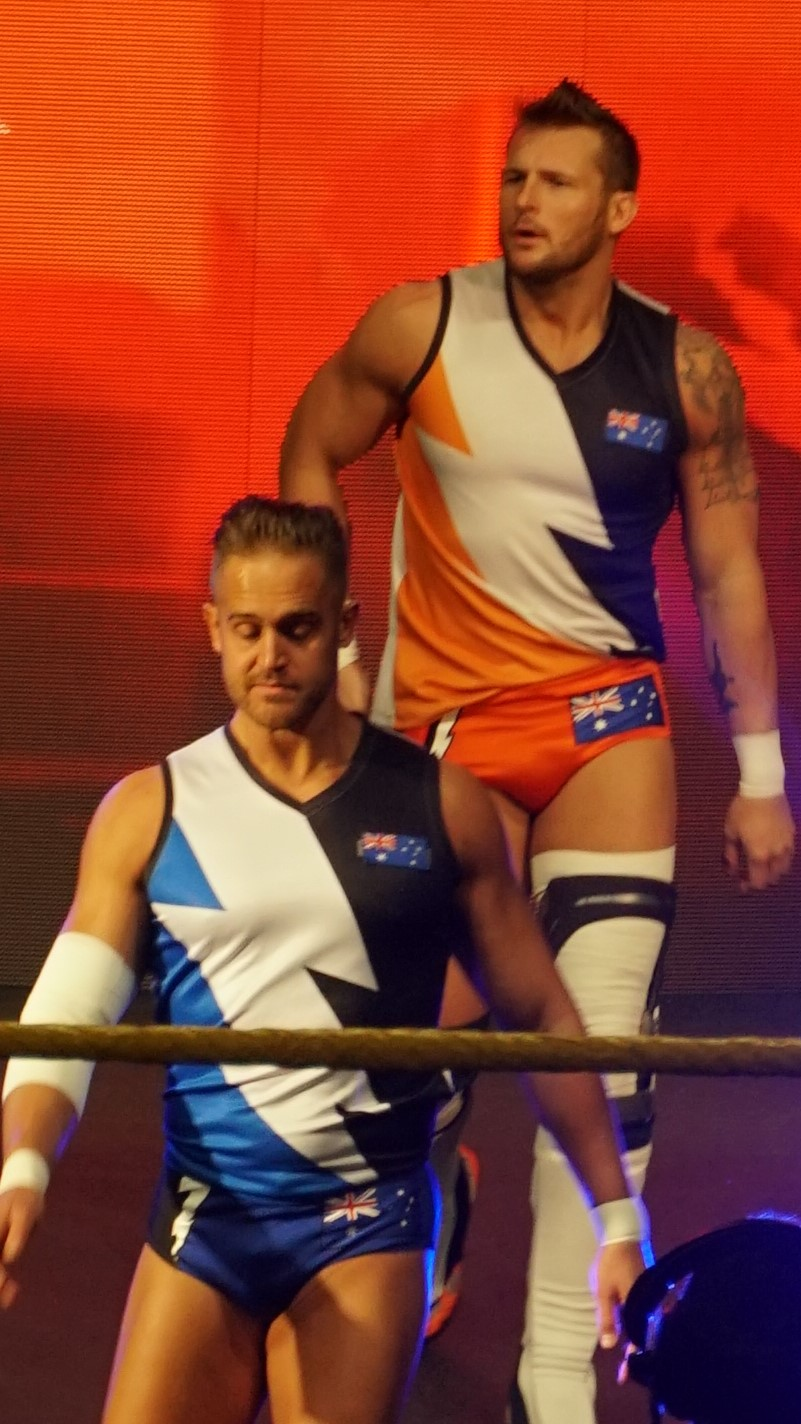
Mikey Nicholls (unten) und Shane Haste von TDMK, die aktuellen Titelträger (2018)

| Platz | Name                                                        | Anzahl | Vert. insgesamt | Tage insgesamt |
| ----- | ----------------------------------------------------------- | ------ | --------------- | -------------- |
| 01    | Hiroyoshi Tenzan & Masahiro Chono Team Wolf                 | 5      | 12              | 1008           |
| 02    | Hiroyoshi Tenzan & Satoshi Kojima TenKoji                   | 6      | 11              | 929            |
| 03    | Tama Tonga & Tanga Loa Guerrillas of Destiny                | 7      | 11              | 755            |
| 04    | Kengu Kimura & Tatsumi Fujinami                             | 4      | 11              | 613            |
| 05    | Doc Gallows & Karl Anderson Bullet Club                     | 3      | 7               | 601            |
| 06    | Giant Bernard & Karl Anderson Bad Intensions                | 1      | 10              | 564            |
| 07    | Hawk Warrior & Power Warrior The Hellraisers                | 2      | 6               | 559            |
| 08    | Hirooki Goto & YOSHI-HASHI Bishamon                         | 4      | 4               | 432            |
| 09    | Keiji Muto & Masahiro Chono                                 | 2      | 4               | 388            |
| 010   | Taichi & Zack Sabre Jr. Dangerous Tekkers                   | 3      | 3               | 379            |
| 011   | Rick Steiner & Scott Steiner Steiner Brothers               | 2      | 5               | 378            |
| 012   | Davey Boy Smith Jr. & Lance Archer Killer Elite Squad       | 3      | 7               | 365            |
| 013   | Giant Bernard & Travis Tomko RISE                           | 1      | 5               | 343            |
| 014   | Junji Hirata & Shinya Hashimoto                             | 1      | 5               | 335            |
| 015   | Manabu Nakanishi & Yuji Nagata                              | 1      | 4               | 327            |
| 016   | Hiroshi Tanahashi & Shinsuke Nakamura                       | 1      | 5               | 323            |
| 017   | Togi Makabe & Toru Yano Great Bash Heel                     | 1      | 5               | 322            |
| 018   | Minoru Suzuki & Yoshihiro Takayama                          | 1      | 4               | 294            |
| 019   | Masa Saito & Riki Choshu                                    | 1      | 4               | 279            |
| 019   | Hiroshi Hase & Keiji Muto                                   | 2      | 3               | 279            |
| 021   | Brother Ray & Brother Devon Team 3D                         | 2      | 5               | 276            |
| 022   | Masa Saito & Shinya Hashimoto                               | 1      | 3               | 219            |
| 023   | EVIL & SANADA Los Ingobernables de Japon                    | 2      | 3               | 206            |
| 024   | Cash Wheeler & Dax Harwood FTR                              | 1      | 2               | 192            |
| 025   | Hiroshi Tanahashi & Yutaka Yoshie                           | 1      | 3               | 184            |
| 026   | Genichiro Tenryu & Shiro Koshinaka                          | 1      | 2               | 173            |
| 027   | Manabu Nakanishi & Takao Omori Wild Child                   | 1      | 1               | 164            |
| 028   | Akira Maeda & Nobuhiko Takada                               | 1      | 2               | 159            |
| 029   | Hercules Hernandez & Scott Norton The Jurassic Powers       | 1      | 3               | 152            |
| 30    | Matt Jackson & Nick Jackson The Young Bucks                 | 2      | 1               | 150            |
| 031   | Hanson & Raymond Rowe War Machine                           | 2      | 4               | 148            |
| 031   | Shane Haste & Mikey Nicholls TMDK                           | 1      | 1               | 148            |
| 033   | Hiroshi Tanahashi & Kota Ibushi Golden☆Ace                  | 1      | 0               | 142            |
| 34    | Kazuma Yamazaki & Yoshiaki Fujiwara                         | 1      | 2               | 139            |
| 35    | George Takano & Super Strong Machine                        | 1      | 1               | 0119           |
| 35    | Tetsuya Naito & Yujiro Takahashi NO LIMIT                   | 1      | 1               | 0119           |
| 37    | Big Van Vader & Bam Bam Bigelow                             | 1      | 2               | 117            |
| 38    | Jay Briscoe & Mark Briscoe The Briscoe Brothers             | 1      | 2               | 0113           |
| 39    | Manabu Nakanishi & Satoshi Kojima The Bull Powers           | 1      | 1               | 99             |
| 40    | Kensuke Sasaki & Shiro Koshinaka                            | 1      | 2               | 97             |
| 40    | Keiji Muto & Taiyo Kea BATT                                 | 1      | 0               | 97             |
| 40    | Togi Makabe & Toru Yano Great Bash Heel                     | 1      | 1               | 97             |
| 43    | Matt Taven & Michael Bennett The Kingdom                    | 1      | 0               | 091            |
| 43    | KENTA & Chase Owens Bullet Club                             | 2      | 0               | 091            |
| 45    | Nick Aldis & Doug Williams The British Invasion             | 1      | 1               | 89             |
| 046   | Hiroshi Hase & Kensuke Sasaki                               | 2      | 2               | 70             |
| 046   | Hiro Saito & Super Strong Machine                           | 1      | 2               | 70             |
| 046   | Kazuo Yamazaki & Kensuke Sasaki                             | 1      | 0               | 70             |
| 049   | Riki Choshu & Takayuki Iizuka                               | 1      | 1               | 69             |
| 050   | Michiyoshi Ohara & Tatsutoshi Goto                          | 1      | 1               | 62             |
| 051   | Tomohiro Ishii & Toru Yano CHAOS                            | 1      | 2               | 61             |
| 52    | Tetsuya Naito & Hiromu Takahashi Los Ingobernables de Japon | 1      | 0               | 53             |
| 53    | Callum Newman & Great-O-Khan                                | 1      | 0               | 50             |
| 54    | Akira Maeda & Osamu Kido                                    | 1      | 1               | 49             |
| 54    | Hiroyoshi Tenzan & Osamu Nishimura                          | 1      | 0               | 49             |
| 56    | Takashi Iizuka & Toru Yano CHAOS                            | 1      | 0               | 48             |
| 57    | Wataru Inoue & Yuji Nagata Seigigun                         | 1      | 0               | 47             |
| 058   | Kyle Fletcher & Mark Davis Aussie Open                      | 1      | 2               | 43             |
| 59    | Chase Owens & Bad Luck Fale Bullet Club                     | 1      | 0               | 42             |
| 60    | Hirooki Goto & Katsuyori Shibata                            | 1      | 0               | 038            |
| 60    | El Phantasmo & Hikuleo Guerillas of Destiny                 | 1      | 0               | 038            |
| 62    | Jeff Cobb & Great-O-Khan United Empire                      | 2      | 0               | 36             |
| 63    | Osama Nishimura & Tatsumi Fujinami                          | 1      | 1               | 35             |
| 63    | Henare & Great-O-Khan United Empire                         | 1      | 0               | 35             |
| 65    | Kazuo Yamazaki & Takashi Iizuka                             | 1      | 0               | 34             |
| 66    | Tomohiro Ishii & Taichi                                     | 1      | 0               | 38+            |
| 67    | David Finlay & Juice Robinson FinJuice                      | 1      | 0               | 28             |
| 68    | Scott Norton & Tony Halme                                   | 1      | 0               | 22             |
| 69    | Kensuke Sasaki & Riki Choshu                                | 1      | 0               | 21             |
| 70    | Tetsuya Naito & SANADA Los Ingobernables de Japon           | 1      | 0               | 14             |
| 71    | Jeff Cobb & Callum Newman United Empire                     | 1      | 0               | 9              |
| 72    | Keiji Muto & Shiro Koshinaka                                | 1      | 0               | 6              |

### Statistik nach Einzelwrestlern

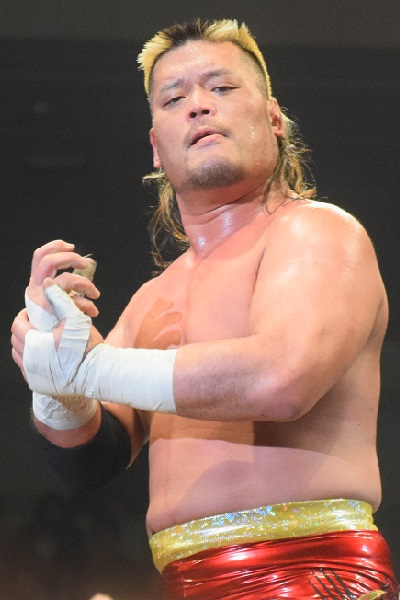
Mit drei verschiedenen Tag Team-Partnern der häufigste Titelträger: Hiroyoshi Tenzan (2016)

| Platz | Name                              | Anzahl | Vert. insgesamt | Tage insgesamt |
| ----- | --------------------------------- | ------ | --------------- | -------------- |
| 01    | Hiroyoshi Tenzan                  | 12     | 23              | 1990           |
| 02    | Masahiro Chono                    | 7      | 16              | 1400           |
| 03    | Karl Anderson                     | 4      | 11              | 1065           |
| 04    | Satoshi Kojima                    | 7      | 12              | 1028           |
| 05    | Giant Bernard                     | 2      | 15              | 907            |
| 06    | Kensuke Sasaki/Power Warrior      | 6      | 6               | 817            |
| 07    | Keiji Mutoh                       | 6      | 7               | 770            |
| 08    | Tama Tonga                        | 7      | 11              | 749            |
| 08    | Tanga Loa                         | 7      | 11              | 749            |
| 010   | Hiroshi Tanahashi                 | 3      | 7               | 649            |
| 011   | Tatsumi Fujinami                  | 5      | 12              | 648            |
| 012   | Kengu Kimura                      | 4      | 11              | 613            |
| 013   | Doc Gallows                       | 3      | 7               | 601            |
| 014   | Manabu Nakanishi                  | 3      | 1               | 590            |
| 015   | Hawk Warrior                      | 2      | 6               | 559            |
| 016   | Shinya Hashimoto                  | 2      | 8               | 554            |
| 017   | Junji Hirata/Super Strong Machine | 3      | 8               | 524            |
| 018   | Masa Saito                        | 2      | 7               | 498            |
| 019   | Hirooki Goto                      | 5      | 4               | 469            |
| 020   | YOSHI-HASHI                       | 4      | 4               | 432            |
| 021   | Toru Yano                         | 3      | 9               | 427            |
| 022   | Togi Makabe                       | 2      | 6               | 419            |
| 023   | Taichi                            | 3      | 3               | 412+           |
| 24    | Zack Sabre Jr.                    | 3      | 3               | 379            |
| 025   | Rick Steiner                      | 2      | 5               | 378            |
| 025   | Scott Steiner                     | 2      | 5               | 378            |
| 027   | Yuji Nagata                       | 2      | 4               | 374            |
| 28    | Riki Choshu                       | 3      | 5               | 369            |
| 29    | Davey Boy Smith Jr.               | 3      | 7               | 365            |
| 29    | Lance Archer                      | 3      | 7               | 365            |
| 031   | Hiroshi Hase                      | 4      | 5               | 349            |
| 032   | Travis Tomko                      | 1      | 5               | 343            |
| 033   | Shinsuke Nakamura                 | 1      | 4               | 323            |
| 034   | Minoru Suzuki                     | 1      | 4               | 294            |
| 034   | Yoshihiro Takayama                | 1      | 4               | 294            |
| 036   | Shiro Koshinaka                   | 3      | 4               | 276            |
| 036   | Brother Ray                       | 2      | 5               | 276            |
| 036   | Brother Devon                     | 2      | 5               | 276            |
| 039   | Kazuo Yamazaki                    | 3      | 2               | 243            |
| 040   | SANADA                            | 3      | 3               | 220            |
| 041   | Akira Maeda                       | 2      | 2               | 208            |
| 042   | EVIL                              | 2      | 3               | 206            |
| 043   | Cash Wheeler                      | 1      | 2               | 192            |
| 043   | Dax Harwood                       | 1      | 2               | 192            |
| 45    | Tetsuya Naito                     | 3      | 1               | 186            |
| 046   | Yutaka Yoshi                      | 1      | 3               | 184            |
| 047   | Scott Norton                      | 2      | 3               | 174            |
| 048   | Genichiro Tenryu                  | 1      | 2               | 173            |
| 049   | Takao Omori                       | 1      | 1               | 164            |
| 050   | Nobuhiko Takada                   | 1      | 2               | 159            |
| 051   | Hercules Hernandez                | 1      | 3               | 152            |
| 52    | Takashi Iizuka/Takayuki Iizuka    | 3      | 1               | 151            |
| 53    | Matt Jackson                      | 1      | 1               | 150            |
| 53    | Nick Jackson                      | 1      | 1               | 150            |
| 055   | Hanson                            | 2      | 4               | 148            |
| 055   | Raymond Rowe                      | 2      | 4               | 148            |
| 055   | Shane Haste                       | 1      | 0               | 148            |
| 055   | Mikey Nicholls                    | 1      | 0               | 148            |
| 59    | Kota Ibushi                       | 1      | 0               | 142            |
| 60    | Yoshiaki Fujiwara                 | 1      | 2               | 139            |
| 61    | Chase Owens                       | 3      | 0               | 0133           |
| 62    | Great-O-Khan                      | 4      | 0               | 121            |
| 63    | George Takano                     | 1      | 1               | 119            |
| 63    | Yujiro Takahashi                  | 1      | 1               | 119            |
| 65    | Big Van Vader                     | 1      | 2               | 117            |
| 65    | Crusher Bam Bam Bigelow           | 1      | 2               | 117            |
| 067   | Jay Briscoe                       | 1      | 2               | 113            |
| 067   | Mark Briscoe                      | 1      | 2               | 113            |
| 069   | Taiyo Kea                         | 1      | 0               | 97             |
| 069   | Tomoaki Honma                     | 1      | 1               | 97             |
| 71    | Tomohiro Ishii                    | 2      | 2               | 94+            |
| 72    | Matt Taven                        | 1      | 0               | 91             |
| 72    | Michael Bennett                   | 1      | 0               | 91             |
| 72    | KENTA                             | 2      | 0               | 91             |
| 75    | Brutus Magnus                     | 1      | 1               | 89             |
| 75    | Doug Williams                     | 1      | 1               | 89             |
| 77    | Osamu Nishimura                   | 2      | 1               | 84             |
| 78    | Hiro Saito                        | 1      | 2               | 70             |
| 79    | Michiyoshi Ohara                  | 1      | 1               | 62             |
| 79    | Tatsuyoshi Goto                   | 1      | 1               | 62             |
| 81    | Callum Newman                     | 2      | 0               | 59             |
| 82    | Hiromu Takahashi                  | 1      | 0               | 53             |
| 83    | Osamu Kido                        | 1      | 1               | 49             |
| 84    | Wataru Inoue                      | 1      | 0               | 47             |
| 86    | Kyle Fletcher                     | 1      | 2               | 43             |
| 86    | Mark Davis                        | 1      | 2               | 43             |
| 87    | Bad Luck Fale                     | 1      | 0               | 42             |
| 89    | Katsuyori Shibata                 | 1      | 0               | 038            |
| 89    | El Phantasmo                      | 1      | 0               | 038            |
| 89    | Hikuleo                           | 1      | 0               | 038            |
| 92    | Henare                            | 1      | 0               | 35             |
| 93    | David Finlay                      | 1      | 0               | 28             |
| 93    | Juice Robinson                    | 1      | 0               | 28             |
| 95    | Tony Halme                        | 1      | 0               | 22             |